# Chariodactylus chacoensis
Chariodactylus chacoensis är en skalbaggsart som beskrevs av Moser 1919. Chariodactylus chacoensis ingår i släktet Chariodactylus och familjen Melolonthidae. Inga underarter finns listade i Catalogue of Life.